# 正三角台塔柱
正三角台塔柱（せいさんかくだいとうちゅう、Elongated triangular cupola）は、18番目のジョンソンの立体で、正六角柱の1つの底面に正三角台塔をつけた形である。

## 性質
- 表面積: 一辺を{\displaystyle a}とすると {\displaystyle S={{18+5{\sqrt {3}}} \over {2}}a^{2}}
- 体積: 一辺を{\displaystyle a}とすると {\displaystyle V={{5{\sqrt {2}}+9{\sqrt {3}}} \over {6}}a^{3}}

## 関連図形
| 正六角柱 （正三角台塔を取り除く）      | 正三角台塔 （正六角柱を取り除く）     | 同相双三角台塔柱 （正三角台塔を同相になるように追加） | 異相双三角台塔柱 （正三角台塔を同相にならないように追加） |
| 正三角台塔反柱 （角柱部分を30°ねじる） | 正四角台塔柱 （台塔の角の数を増やす） | 正五角台塔柱 （台塔の角の数を更に増やす）             |                                                           |